# Laodika Pontska
Laodika je bila je bila princesa in kraljica Pontskega kraljestva, poročena s svojim bratom Mitridatom IV. Pontskim. Vladala je v obdobju od okoli 170  pr. n. št. do 150 pr. n. št.

## Življenje
Laodika je bila grško-makedonskega in perzijskega porekla. Bila je hči Laodike in kralja Mitridata III. Pontskega. Njena brata sta bila Mitridat IV. in Farnak I., ki sta po smrti staršev vladala kot kralja Ponta.  

### Kraljica
Stari pisni viri Laodike ne omenjajo. Znana je le po ohranjenih kovancih, kipih in napisih. Znano je, da je bila poročena s svojim bratom Mitridatom IV., s katerim zelo verjetno ni imela otrok. 
Ohranjeni kovanci, ki jih je izdala Laodika, in kovanci, ki sta jih izdala skupaj z Mitridatom IV., kažejo, da je skupaj z bratom kot kraljica Ponta vladala nekje med letoma 162 pr. n. št. in 150 pr. n. št. Na kovancih iz njune skupne vladavine sta upodobljena na lepem dvojnem  portretu.
Na enem od njunih kovancev sta na sprednji strani portreta obeh vladarjev, na hrbtni strani pa so njuni kraljevi naslovi, napisani v grškem jeziku: ΒΑΣΙΛΕΩΣ ΜΙΘΡΑΔΑΤΟΥ ΚΑΙ ΒΑΣΙΛΙΣΣΗΣ ΛΑΟΔΙΚΗΣ ΦΙΛΑΔΕΛΦΩΝ, kar pomeni "od kralja Mitridata in kraljice Laodike Filadelfe". Izraz filadelfoi (ΦΙΛΑΔΕΛΦΩΝ) je imenovalnik množine grške besede filadelfos in pomeni "ljubeč brate in sestre". Poleg njunih kraljevskih nazivov sta podobi grških zaščitnih bogov Zevsa in Here.
Na kovancih, ki jih je izdala sama, je njen grški naslov ΒΑΣΙΛΙΣΣΗΣ ΛΑΟΔΙΚΗΣ, kar pomeni "[kovanec] kraljice Laodike".
Na drugem kovancu je prikazana kot zastrt doprsni kip, na hrbtni strani pa je njen kraljevi naslov ΒΑΣΙΛΙΣΣΗΣ ΛΑΟΔΙΚΗΣ - ΕΠΙΘΑΝΟΥ ΚΑΙ ΦΙΛΑΔΕΛΦΟ Υ, kar pomeni "kraljice Laodike, slavne in   bratov in sester ljubeče".  
Laodika je edina kraljica, ki ima na grškem kovancu epitet ἐπιφᾰνής (epifan, slovensko slaven). Na grškem otoku Delos so jo počastili s postavitvijo njenega kipa.
Ohranjeni dolazi kažejo, da je bila Laodika morda dobro znana tako v starogrški kot  perzijski družbi in morda imela precejšnjo moč. Zdi se, da je bila verna in je pravično vladal obema družbama.